# Stumpfohrfledermaus
Die Stumpfohrfledermaus (Tomopeas ravus) ist eine in Peru endemische Fledermausart aus der Familie der Bulldoggfledermäuse (Molossidae), die vor allem durch ihre umstrittene systematische Stellung bemerkenswert ist.

## Beschreibung
Die Stumpfohrfledermaus erreicht eine Kopfrumpflänge von 73 bis 85 Millimeter. Der Schwanz wird 34 bis 45 Millimeter lang und ragt im Gegensatz zu den übrigen Bulldoggfledermäusen nicht aus dem Uropatagium (der Schwanzflughaut) hervor. Mit einem Gewicht von 2 bis 3,5 Gramm zählt sie zu den kleinsten Fledermäusen überhaupt. Ihr Fell ist an der Oberseite hellbraun und an der Unterseite hellgrau gefärbt; das Gesicht, die Ohren und die Flughäute sind schwarz.

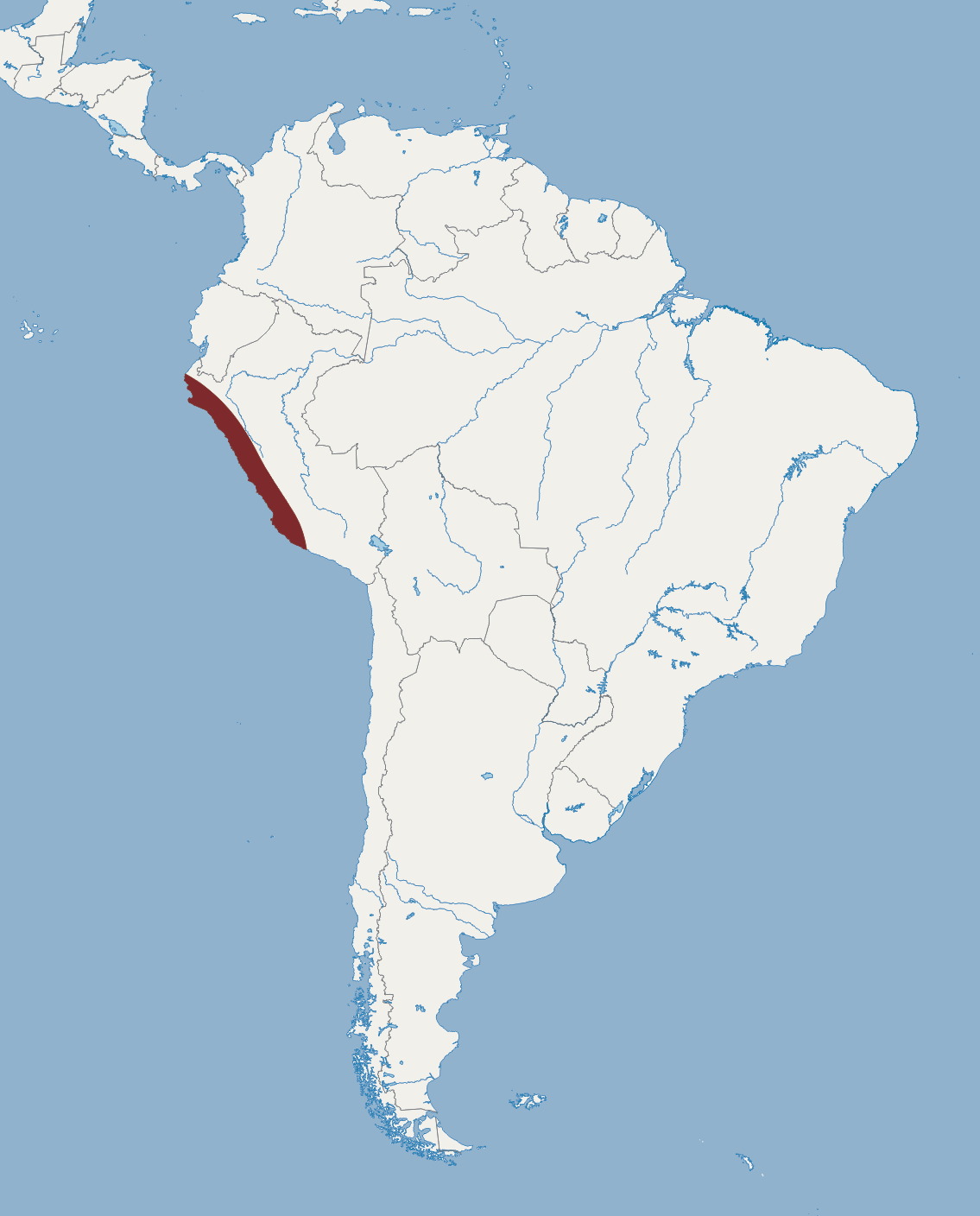
Verbreitungsgebiet der Stumpfohrfledermaus

## Lebensweise
Über die Lebensweise dieser Fledermausart ist wenig bekannt. Die Stumpfohrfledermaus bewohnt die trockenen Küstenregionen Perus bis zu einer Seehöhe von 2.300 Metern. Als Ruheplätze dürfte sie sowohl Blätter von Mesquite-Bäumen als auch Felsspalten benutzen. Jungtiere wurden im August und September gesichtet, was dafür spricht, dass die Weibchen ihre Jungen während der Trockenzeit zur Welt bringen. Das Verbreitungsgebiet der Art wird auf weniger als 100 km² geschätzt. Aufgrund der Zerstörung ihres eingeschränkten Lebensraumes durch die Ausbreitung von Siedlungsgebieten und Landwirtschaft, sowie die Zerstörung von Quartieren, insbesondere Höhlen, wird die Art von der IUCN als stark gefährdet (endangered) gelistet.

## Systematik
Die Stumpfohrfledermaus vereint sowohl Merkmale der Glattnasen (Vespertilionidae) – wie den Bau des Schwanzes – als auch der Bulldoggfledermäuse (Molossidae) – wie den Bau der Wirbel. Früher wurde sie den Glattnasen zugerechnet, jüngere, auch genetische Untersuchungen sehen in ihr ein Mitglied der Bulldoggfledermäuse. Sie bildet dort eine eigene Unterfamilie, Tomopeatine, und stellt das Schwestertaxon aller übrigen Bulldoggfledermäuse dar.